# 131 km (obwód briański)
131 km (ros. 131 км) – przystanek kolejowy w miejscowości Briańsk, w obwodzie briańskim, w Rosji. Położony jest na linii Orzeł – Briańsk.